# Lovagi erődök Málta kikötőiben

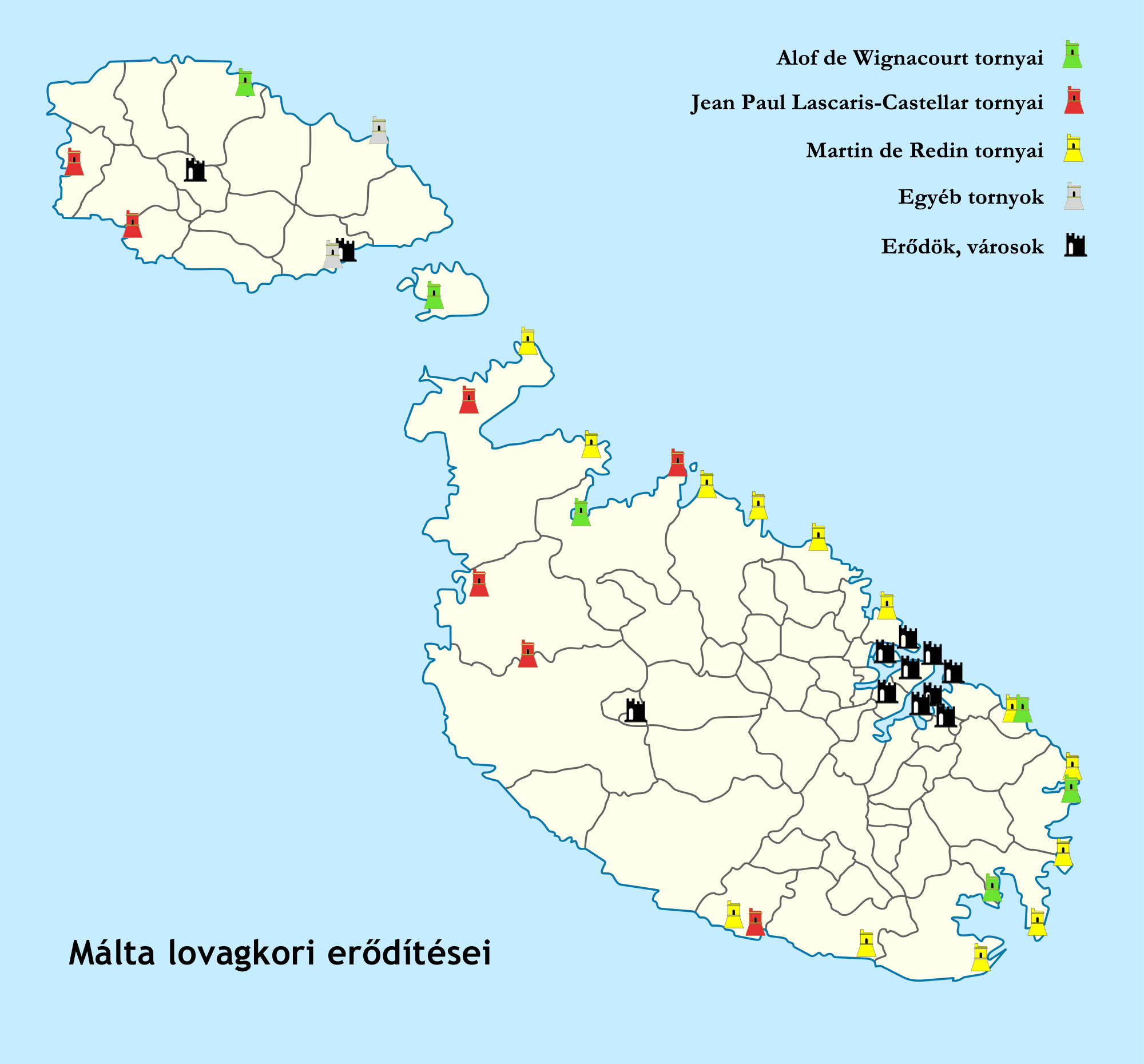
A lovagok erődítései Máltán, jobbra a kikötők erődjei

A Lovagi erődök Málta kikötőiben név a Málta két nagy öblét, az Il-Port Il-Kbirt (Nagy Kikötő) és a Marsamxettet övező erődöknek az UNESCO világörökségi státuszra javasolt együttesét jelöli. A rendszer központja, „fellegvára” a főváros, Valletta erődített városa. A város és az azt övező két erődítmény, a Szent Elmo-erőd és Floriana városa a két öböl közti félszigeten helyezkednek el, az öblök körül pedig erődök és falrendszerek sora emelkedik: a Nagy Kikötő mellett a Ricasoli-erőd, a Sant'Angelo-erőd és Birgu városa, a Cottonera-vonal és a Santa Margherita-vonal által határolt Bormla, a St. Michael-erőd és Isla (Senglea) városa, a Marsamxett partján pedig a Manoel-erőd (a Manoel-szigeten) valamint a kikötő bejáratánál álló Tigné-erőd.

## Történetük
Málta stratégiai pozíciója - a Földközi-tengernek pontosan a közepén, a tenger két medencéje közti szűk csatornában áll, ráadásul kitűnő kikötőkkel rendelkezik - egyetlen földközi-tengeri nagyhatalom figyelmét sem kerülte el. A majdnem két évezredig Szicília részét képező szigetek öbleit már a föníciaiak is használták, a rómaiak mégis a két sziget közepén építették ki városaikat: Malta szigetén Melita városát (a mai Mdina és Rabat helyén), Gozón pedig Gaudost (a Citadella helyén). Malta két nagy kikötőjében egyes források szerint az arabok, mások szerint a normannok építettek először erődöt, ez volt a Sant' Angelo-erőd helyén álló Castrum maris. Később Castello a mare, illetve védőszentje után San Lorenzo a mare néven is ismerték, és egyike volt Malta első 12 egyházközségének.
1530-ban Károly szicíliai király és német-római császár az 1522-ben Rodoszról elűzött Jeruzsálemi Szent János Ispotályos Lovagrendnek adta a szigeteket hűbérbirtokul. A lovagok a szigetek szélsőséges adottságai - jó kikötői voltak, ám hiányzott az ivóvíz, élelmiszer, hajóépítéshez használható fa - csak vonakodva fogadták el. Philippe de Villiers de L’Isle-Adam nagymester a Castello a marét és a mögötte kialakult, Borgónak' nevezett települést választotta székhelyéül a szárazföld központjában álló Notabile (Mdina) helyett. Három évtized alatt a kis várból komoly erődöt építettek, a félsziget csúcsát árokkal elválasztották a szárazföldtől, a várost is falakkal vették körül. A török veszély miatt azonban nem elégedhettek meg ennyivel. A szomszédos félszigeten Claude de la Sengle nagymester építtetett erődített várost, amelynek önmagáról a Senglea nevet adta, bár a helyiek a korábbi Isola név alapján ma is Islaként ismerik. Ezen kívül felmerült a szemközti Sceberras-félsziget erődítésének szükségessége is. Ferromolino olasz építész a félsziget csúcsán álló kis várból rendkívül korszerű erődöt épített, amely a Sant'Elmo nevet kapta. Felvetette, hogy az egész félszigetet be kellene építeni, mert magasabb lévén a szemközti erődöknél, lehetőséget ad az ellenségnek azok ágyúzására.
1565. május 20-án a Musztafa pasa vezette török sereg partraszállt Marsaxlokknál. Négy helyen táboroztak le, Marsa, Paola, Kalkara és Sliema területén. A lovagok zárólánccal védték a Nagy Kikötőt, ezért a hajóhad használhatatlan volt addig, amíg a Sant'Elmo lovagi kézen volt. Egy hónapi ostrommal, rengeteg katonát - köztük Turgut tripoli pasát - veszítve sikerült a Sant'Elmót elfoglalniuk, ezután a flotta behajózhatott Castello a mare és Senglea ostromához. A két város ostroma újabb két hónapig tartott, és bár Castello a maréba sikerült is betörniük a törököknek, a Jean Parisot de La Valette nagymester vezette lovagok visszaverték őket. A demoralizált török sereg végül szeptember 8-án elhagyta a szigetet. A kiállt ostrom emlékére Castello a mare és Senglea új neveket kaptak: Città Vittoriosa (Győzedelmes város) és Città Invicta (Legyőzhetetlen város).
Az ostrom után Antonio Ferromolino javaslata alapján Francesco Laparelli pápai építész hozzálátott az új város tervezéséhez a Sceberras-félszigeten. 1566 márciusában kezdődött az építés, az új városnak de La Valette a Valletta illetve a Città Umilissima (Legalázatosabb város) neveket adta. Laparelli halála után a máltai Ġlormu Cassar folytatta az építkezést, és 1571-ben a rend átköltözött az új városba. Ez azonban csak részben oldotta meg a védelmi hiányosságokat, a nagymesterek szükségesnek látták az erődítésnek szánt várost is megerődíteni: 1634-ben megbízták az itáliai Pietro Paolo Florianit a félsziget déli részének megerősítésével, aminek eredményeként 1721-re egy újabb város, Floriana (eredeti elnevezésével Borgo Vilhena) jött létre. Eközben a szűk félszigeteiket kinőtt Vittoriosa és Senglea elővárosának, Bormlának a megerősítésével egyetlen erőddé alakították a városokat. Közös falrendszereik, a Cottonera-vonalak és a Santa Margherita-vonalak már a szárazföld felől is megfelelő védelmet biztosítottak a Három Városnak. Bormla ezután megkapta a Città Cospicua és a Città Cottonera neveket, utóbbi ma a Három Várost jelöli. A tenger felől azonban támadható maradt a kikötő. Ezért a Sant'Elmóval szemközt, a Birgutól északra lévő félszigeten álló Torri Orsi (Medve-tornyok) helyén újabb erőd épült, az építést finanszírozó lovagról elnevezett Ricasoli-erőd (1670-től). António Manuel de Vilhena nagymester tette meg az első lépéseket Valletta marsamxetti oldalának védelmére: a róla ma Manoel-szigetnek nevezett Isola del vescovón erődöt építtetett, a Manoel-erődöt (1726-tól). A kikötők utolsó erődítményeként a lovagrend uralmának végén, az 1790-es években kezdődött meg a Dragut-félszigeten (ma Sliema) a Tigne-erőd építése.
Az 1798-ban a lovagrendet elűző franciák ezekbe az erődökbe menekültek a fellázadt máltaiak és az őket támogató britek elől. Valletta, Cottonera és a Manoel-erőd két évig, 1800 szeptemberéig ellenálltak az ostromnak, ám végül az éhező franciák megadták magukat Alexander Ball kapitánynak. A britek lettek Málta új urai, és egyből áthelyezték ide a földközi-tengeri flotta főhadiszállását. Ez azonban a kikötői erődöket feleslegessé tette, Máltát 150 évig nem érte támadás. A britek ennek ellenére folytatták az erődök fejlesztését, ám a kor technológiájának megfelelően nem falak építésével, hanem modern fegyverzet telepítésével, és az addig létező falak ennek megfelelő átalakításával. 1875-től egy távolabbi védelmi vonalat is építettek a kikötők védelmére, ez volt a Victoria Lines.
A haditechnika fejlődése azonban a 20. századra túllépte a fallal védett erődöket, a feleslegessé vált városfalakat több helyen meg is bontották (a florianai Portes des Bombes kapu elvágása a bástyáktól, vagy a vasút bevezetése Vallettába). A funkciójukat vesztett erődítések nagy része pusztulásra volt ítélve, csak a műemléki védelem és a világörökségi státuszra jelölés hozott fordulópontot. Az utóbbi években hosszú szakaszokon kezdődött el a falak felújítása.

## Az erődök

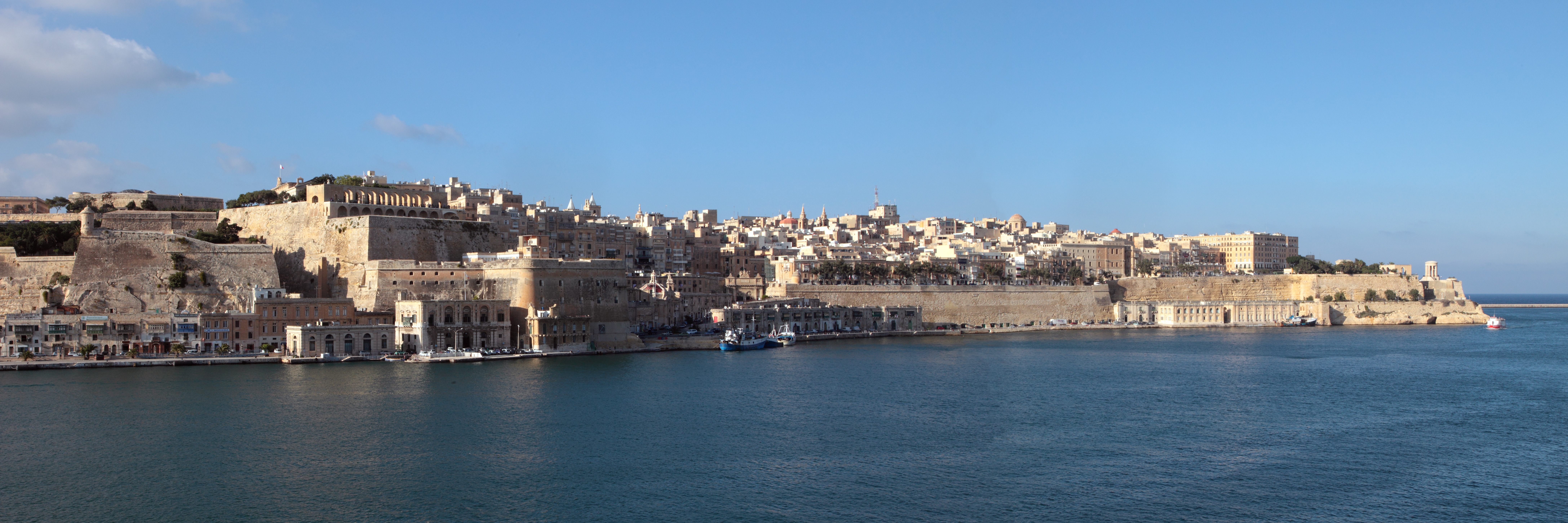
Valletta falai Senglea felől

### Valletta
Valletta városa az erődítményrendszer központja. Tervezője Francesco Laparelli pápai építész volt, az építést részben Ġlormu Cassar máltai építész vezette. Európa legnagyobb erődjének épült, soha nem került ostrommal az ellenség kezébe. Falai helyenként 50 méterre emelkednek az öböl fölé. A 17. században újabb falakkal erősítették meg, amelyek ettől kezdve a Sant'Elmo-erődöt is magukba foglalták. A városfalak szinte kivétel nélkül mind állnak, bár a főkaput többször átépítették, a mellette álló falba pedig a 19. század végén alagutat vágtak, hogy a vasút bejuthasson a városba.

### Szent Elmo-erőd

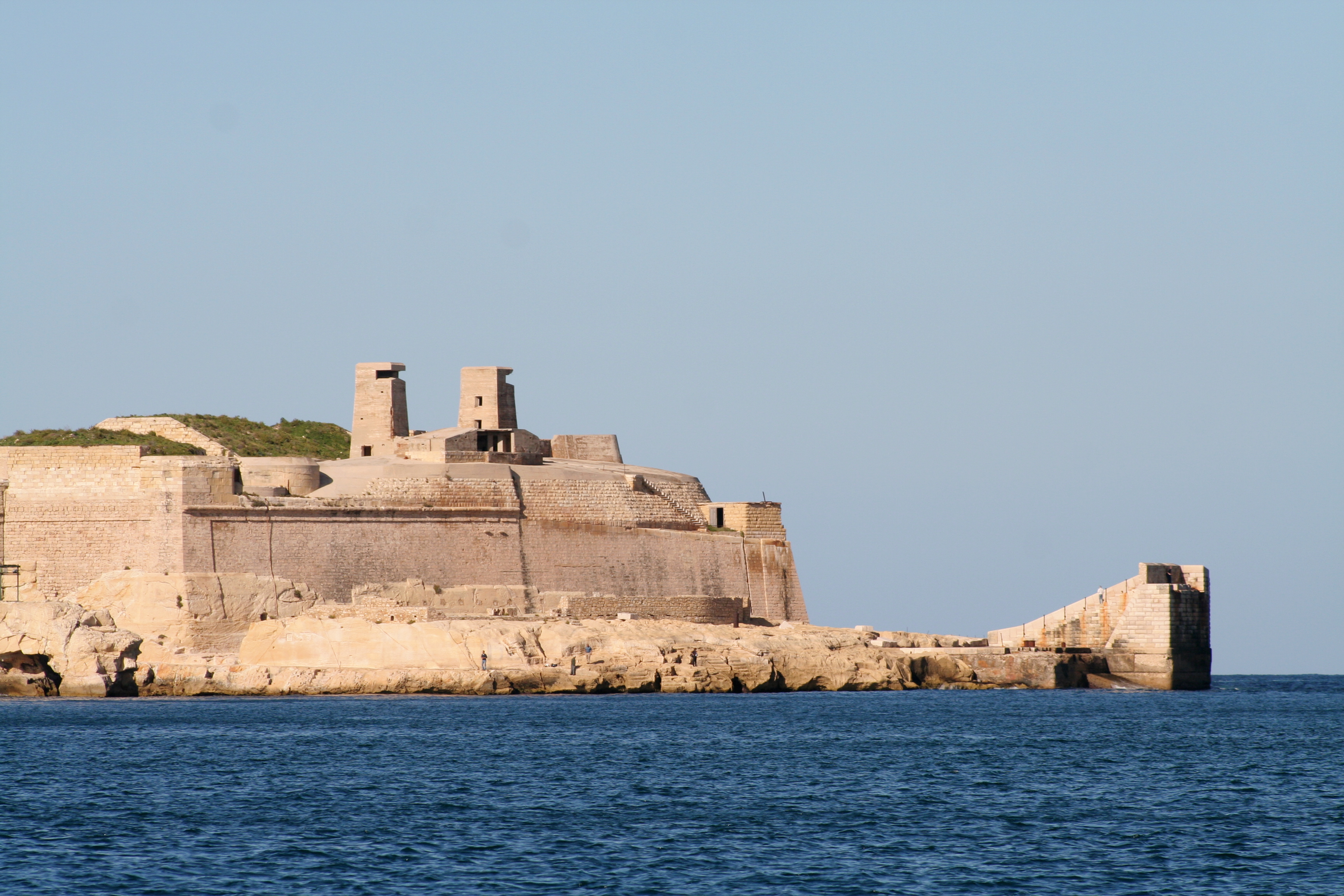
A Szent Elmo-erőd falai a félsziget csúcsán

Az egyik legkorábbi erőd a kikötők környékén. Az 1550-es években az akkori legmodernebb elvek szerint, Pietro Prato tervei alapján építették, egyes források szerint egy korábbi erőd helyén. A két kikötő közti félsziget csúcsán álló, szabálytalan csillag alakú erődnek különösen fontos szerepe volt az öblök bejáratának védelmében. Az 1565-ös ostrom idején a törökök is elsőként a Sant'Elmót próbálták elfoglalni. Az egy hónapig elhúzódó ostrom sokkal nagyobb veszteségekkel járt, mint a törökök gondolták, így demoralizáltan álltak a városok, Birgu és Senglea ostromához. Valletta építésekor újjáépítették, azóta katonai használatban van. A 17. században kétszer is megerősítették. A britek is, a hajók elleni védelem egyik bázisa lett. Ma a hadsereg tulajdonában van. Évente 29 alkalommal 40 perces kosztümös felvonulást és bemutatót rendeznek az erődben. Ezen kívül minden hónap harmadik vasárnapján kosztümös csatát rendeznek a máltaiak és franciák között.

### Floriana

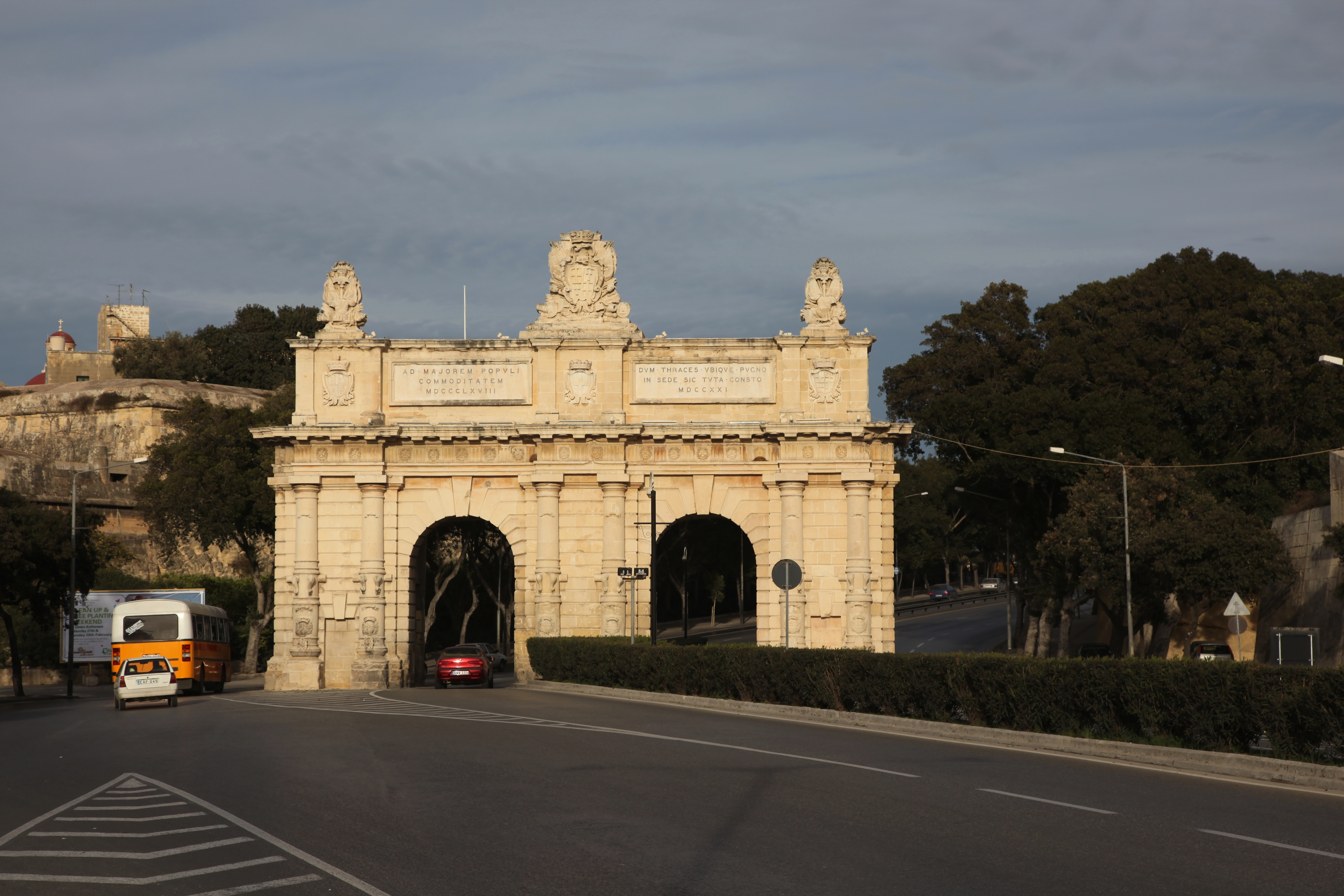
A Porte des Bombes, Floriana déli főkapuja

Valletta déli erődítésének épült, ám hamar önálló város lett. Tervezője az itáliai Pietro Paolo Floriani, akitől nevét is kapta. A britek idején a fővárosból egyre több intézmény költözött ide. Katonai jelentősége ma annyi, hogy az 1980-as években ide, a Hay Wharfra került a máltai haditengerészet központja.

### Ricasoli-erőd

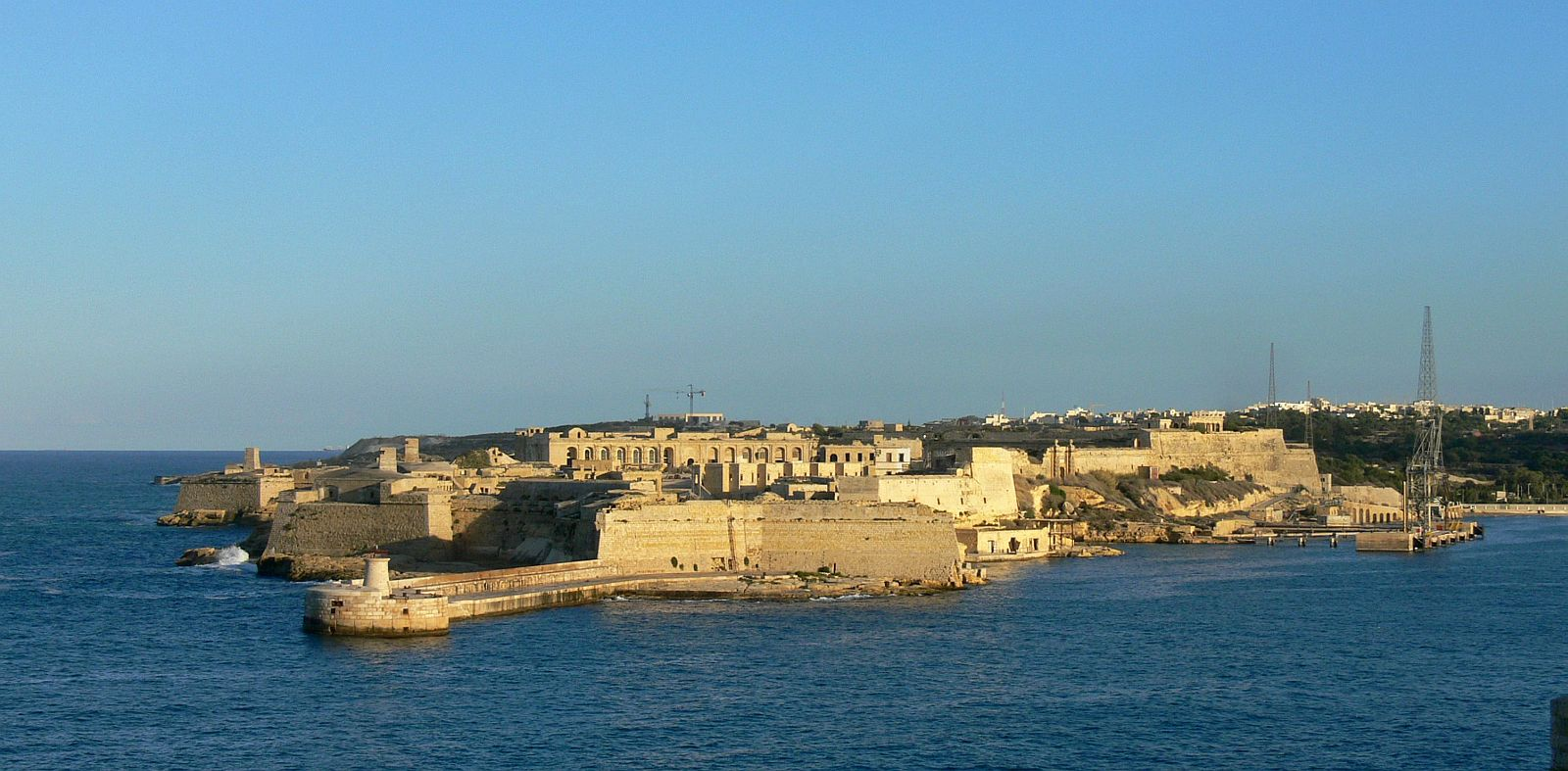
A Ricasoli-erőd a Sant'Elmo-erődből

A Ricasoli-erőd a kalkarai Ricasoli Pointnál áll. Tervezője az itáliai Antonio Maurizio Valperga hadmérnök volt, nevét Francesco Giovanni Ricasoli lovagról kapta, aki az építést finanszírozta, ami az 1670-es években, Nicolas Cotoner nagymester idején indult. 1698-ban Ramón Perellos nagymester további részekkel egészíttette ki. A 18. században börtön költözött bele, a félsziget csúcsa - a kikötő bejárata - lett az egyik akasztási helyszín. Az erőd feladata a kikötő bejáratának őrzése lett volna, ám katonai szerepet egészen a második világháborúig nem kapott. Az 1870-es években 700 katona állomásozott benne. A második világháborúban a tenger felől érkező támadások elleni védelem volt a feladata, modern ágyúkkal látták el, a falakon ma is látszik a támadók által okozott jelentős kár. A háború után laktanyának használták. Az 1990-es évek végétől még néhány film helyszínéül használták, azóta állaga egyre romlik, ma több jelentés szerint már életveszélyes állapotban van.

### Sant'Angelo és Birgu

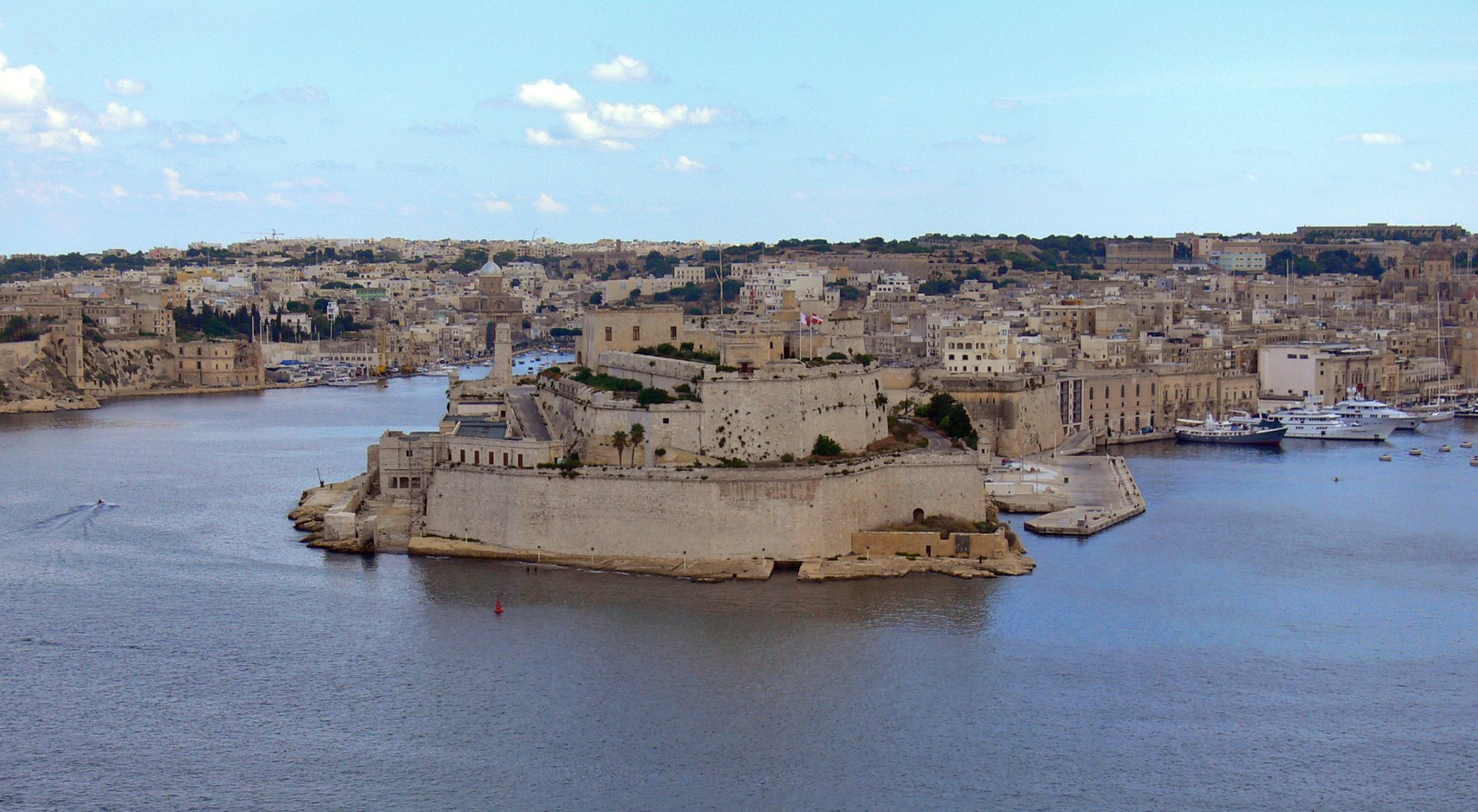
Birgu Vallettából

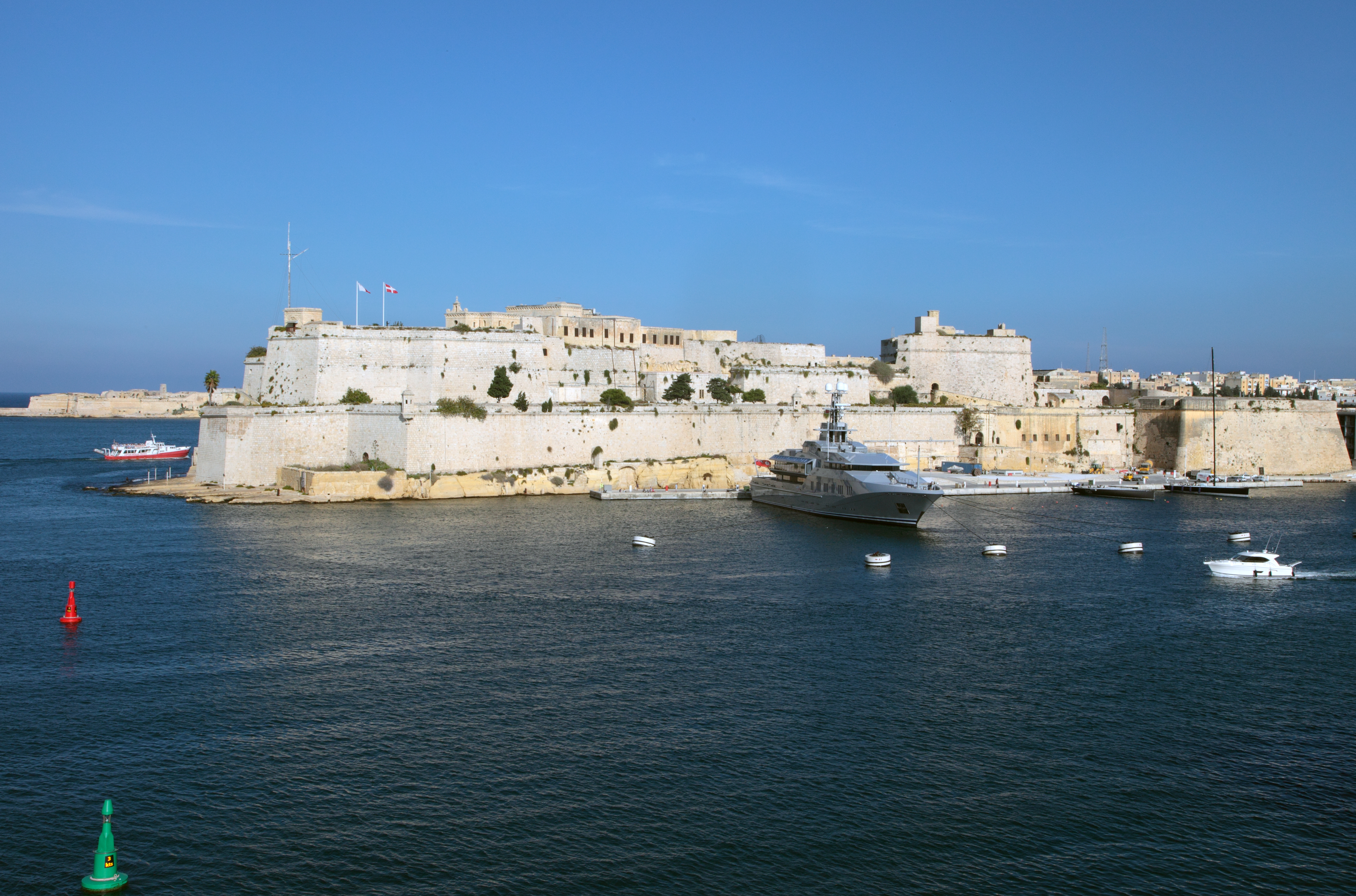
A Sant'Angelo-erőd Isla felől

Malta városa (Mdina) után a legrégebbi falakkal körülvett hely a szigeten. Nevezték Castrum marisnak, olaszul Castello a marénak. A legkorábbi ismert darabja egy 11. századi, arab kori falrészlet. A normann hódítás után Málta grófjainak a székhelye. A Szicíliai vecsernye (1282) után az Anjouk hívei ide menekültek az új király aragóniai katonái elől, akik ostrom alá vették a várat, ám elfoglalniuk csak azután sikerült, hogy Ruggiero de Lauria admirális a Nagy Kikötőben megverte a francia flottát. A vár lakossága folyamatosan nőtt, lakói idővel a félszigeten is letelepedtek. A kialakult község védőszentje után a San Lorenzo a Mare nevet viselte, ám spanyolul csak borgóként (város) utaltak rá. 1436-ban egyike volt a 12 első egyházközségnek Máltán. 1425-ben a don Consalvo Monroy gróf ellen fellázadt máltaiak itt fogták el Monroy feleségét, akit a tárgyalások végéig túszként tartottak. Végül a király, Alfonz visszavette Máltát a királyi birtokok közé.
1530-ban a johanniták itt telepedtek meg, a Sant'Angelo lett a nagymesterek első rezidenciája a szigeten. A várost a firenzei Piccino és Antonio Ferromolino tervei alapján fallal vették körül és a várat is megerősítették, utóbbit egy árokkal el is vágták a félszigettől. A falakkal körülvett városnak - védői hősiességének hála - sikerült ellenállnia az 1565-ös török ostromnak, ezért megkapta a Città Vittoriosa (Győzelmes Város) nevet. 1571-ben azonban a lovagok, 1622-ben pedig a püspök is átköltöztek a szemközti félszigeten épült Vallettába, ezután a város jelentősége megszűnt. Az 1630-as évektől megépült külső védelmi vonalak miatt Birgu falai is elvesztették jelentőségüket. Utolsó építési fázisa az 1688 és 1690 között a spanyol Carlos Grunenbergh tervei alapján épült négy üteg volt, amelyek a kikötő felől védték a várost. 1798 és 1800 között végig a francia megszállók kezén maradt, bár a közvetlen ostromot ekkor is a külső falak állták. 1806-ban felrobbant az itt állomásozó britek egyik lőszerraktára. A britek hajóként lajstromba vették az erődöt is először HMS Egmont, majd HMS St. Angelo néven. A II. világháború alatt - főleg 1940 és 1942 között jelentős károkat szenvedett a német-olasz bombázásokban. Különösen pusztító volt 1941-ben a HMS Illustrious repülőgép-hordozót ért támadás, amelyben a város jó része elpusztult.

### St. Michael és Isla

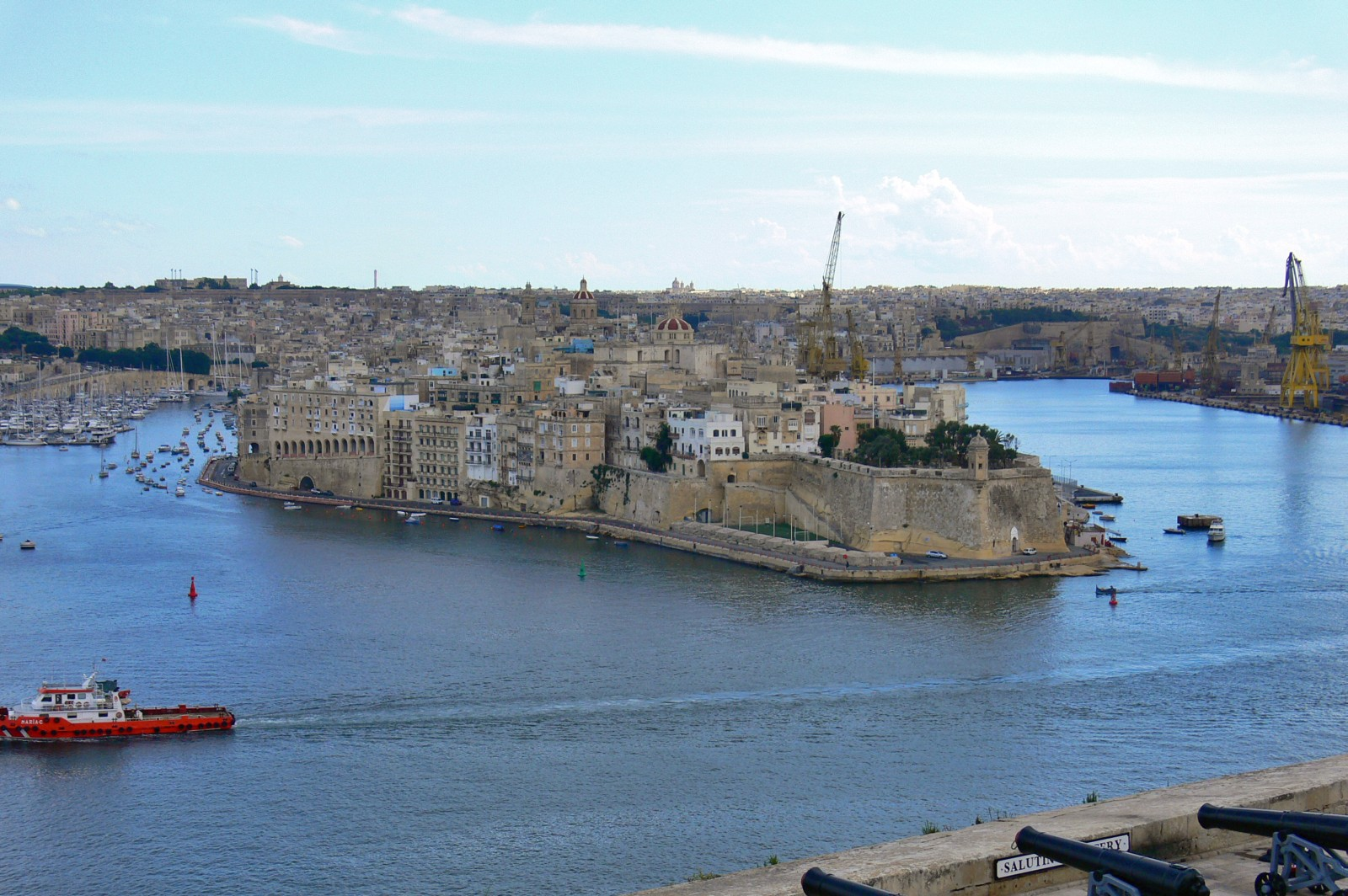
Isla Valletta felől

Az Isolának (Sziget) is nevezett félsziget sokáig a johanniták vadászterülete volt. 1552-ben alapították a várost és a félsziget csúcsán álló San Michele-erődöt, hogy Birgu oldalát védje, és a lovagoknak egy újabb erősség legyen. Az építkezés befejezése után Claude de la Sengle nagymester önmagáról nevezte el. A két város közti öböl bejáratához láncot húztak ki, hogy megakadályozzák a behajózást, sőt az 1565-ös ostrom idején hidat is építettek a két város közé. A törököknek nem sikerült behatolniuk a városba, amely ennek emlékére a Città Invicta (Legyőzhetetlen város) nevet kapta. A 17. században a Santa Margherita- és Cottonera-vonalak építésével egyetlen erőddé vált a három város, Vittoriosa, Cospicua és Senglea. 1798 és 1800 között a franciák tartották megszállva, ettől kezdve pedig a britek vették használatba, elsősorban a szárazdokkokat. Senglea katonai jelentősége ekkorra megszűnt. A második világháborúban jó része elpusztult a kikötőben állomásozó hajókat ért támadásokban.

### Bormla

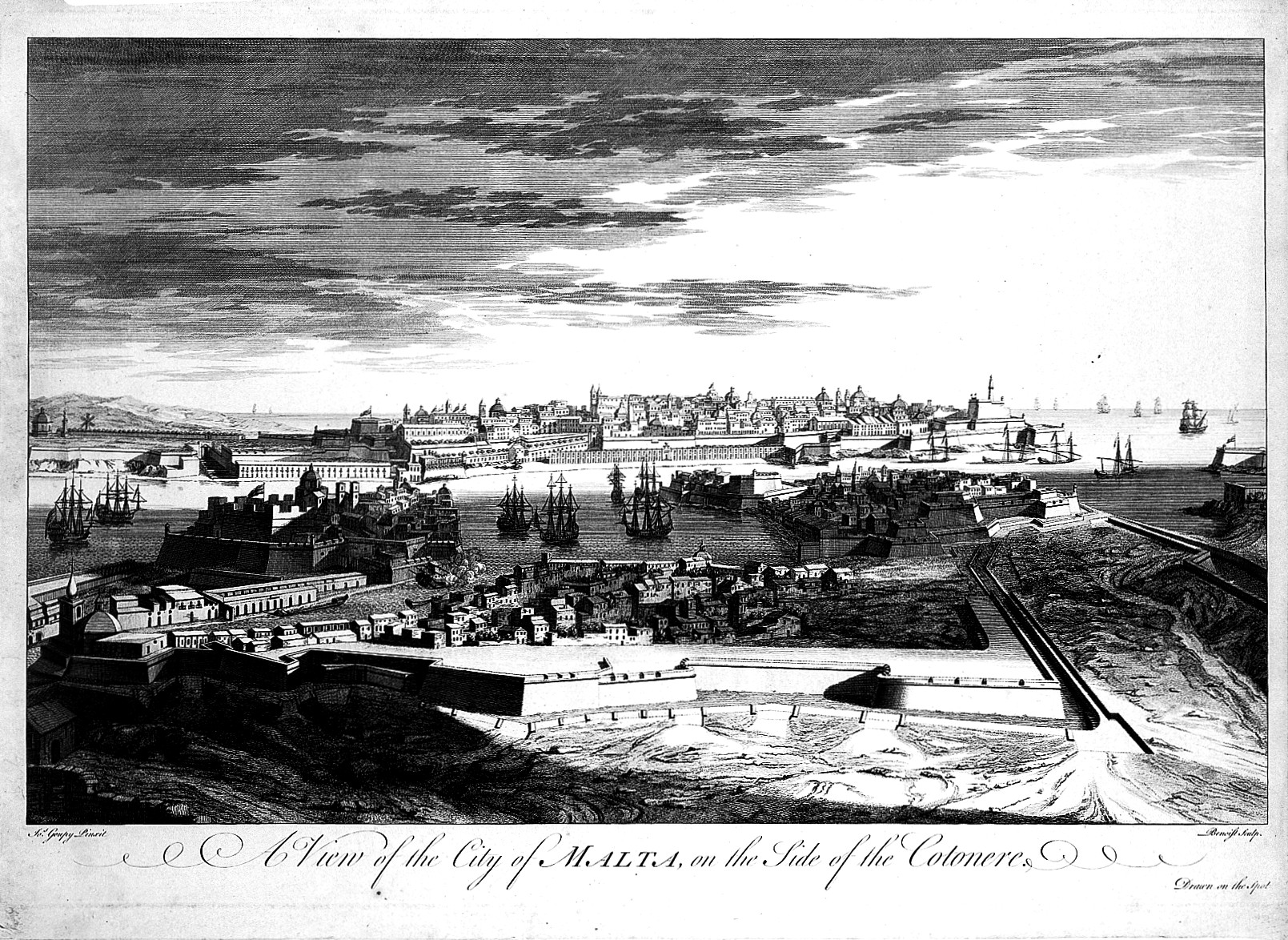
Santa Margerita-vonal

Bormla községe Vittoriosa és Senglea elővárosaként alakult ki a nagy ostrom utáni évtizedekben. 1638-ban az itáliai Domonkos-rendi építész, Francesco Firenzuola építész javasolta, hogy a két várossal szemközti Santa Margherita dombot meg kell erősíteni, hogy a magas tetőről ne lehessen ágyúzni a városokat. Azonnal neki is látott az építésnek, a Santa Margerita-vonalnak nevezett, hat bástyából és a köztük lévő falakból álló rendszer 1735-re készült el. Nicolas Cotoner nagymester azonban már az építés közben egy újabb rendszer tervezésével bízta meg Antonio Maurizio Valpergát. Erődítései miatt a Città Cospicua, önmagáról pedig a Città Cottonera neveket adta a városnak. A Cottonera-vonal öt kilométer hosszú, nyolc bástyás rendszere pénzhiány miatt sosem készült el teljesen.
A francia megszállók 1798 és 1800 között a városban is állták a felkelő máltaiak és a britek ostromát. A város egyre inkább hajóépítő dokkjai miatt lett jelentős, a szárazföldi erődítések lassan elvesztették jelentőségüket.

### Manoel-erőd
Az akkoriban Isola del vescovónak (A püspök szigete) nevezett szigeten már állt egy kórház, amikor 1722-ben António Manuel de Vilhena portugál nagymester egy erőd építését határozta el, hogy Valletta északi oldalát is biztosítsa. A Marsamxett kevésbé jó adottságai miatt ugyan nem volt olyan jelentős kikötőhely, mint a Nagy Kikötő, ostrom idején mégis két oldalról is támadható lett volna a főváros. A szabályos, négyoldalú, csillag alakú erődöt 11 évig építették. Feladata a szárazföldi oldal, a sziget őrzése volt, bejárata ezért az öböl felől nyílik. A terveket René Jacob de Tigné francia építész készítette. 1798 és 1800 között francia kézen volt. 1813 és 1865 között karanténnak használták. A 19. század második felében átalakították a bástyáit, majd 1923-ban az Admiralitáshoz került HMS Phoenicia néven. A második világháborúban több mint 400 bombatalálatot kapott. 1965. február 23-án a britek hivatalosan átadták a máltai kormánynak. Ettől kezdve állapota folyamatosan romlott, míg az öböl környéki fejlesztések keretében fel nem újították. Ma Gżira városához tartozik. A világörökségi jelölés után 2006-tól kezdve teljes körű felújítást végeznek az erődben.

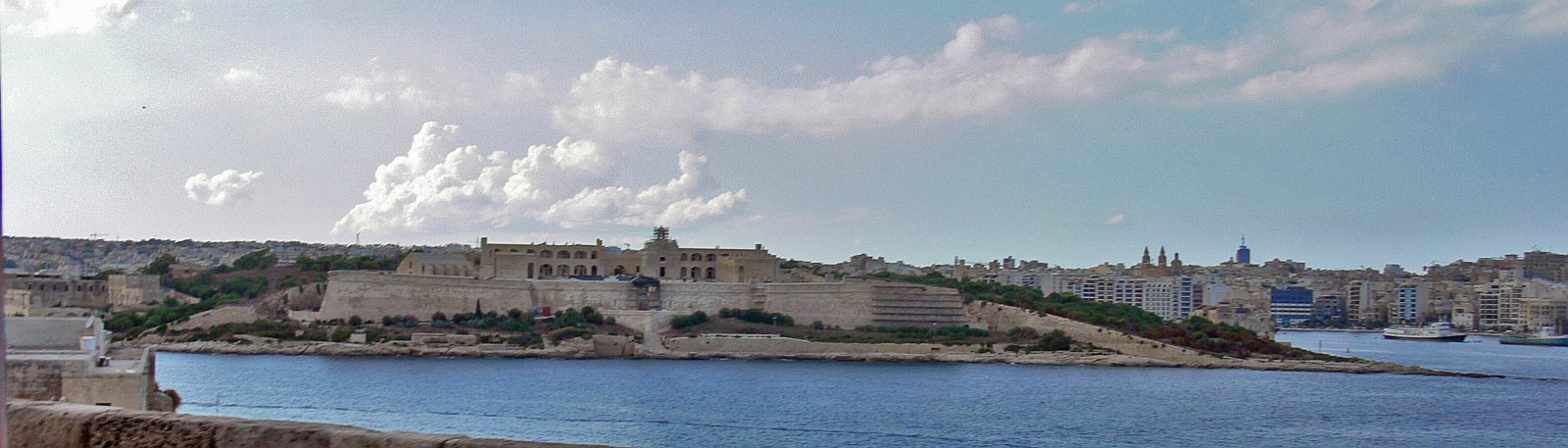
A Manoel-erőd Valletta felől

### Tigné-erőd

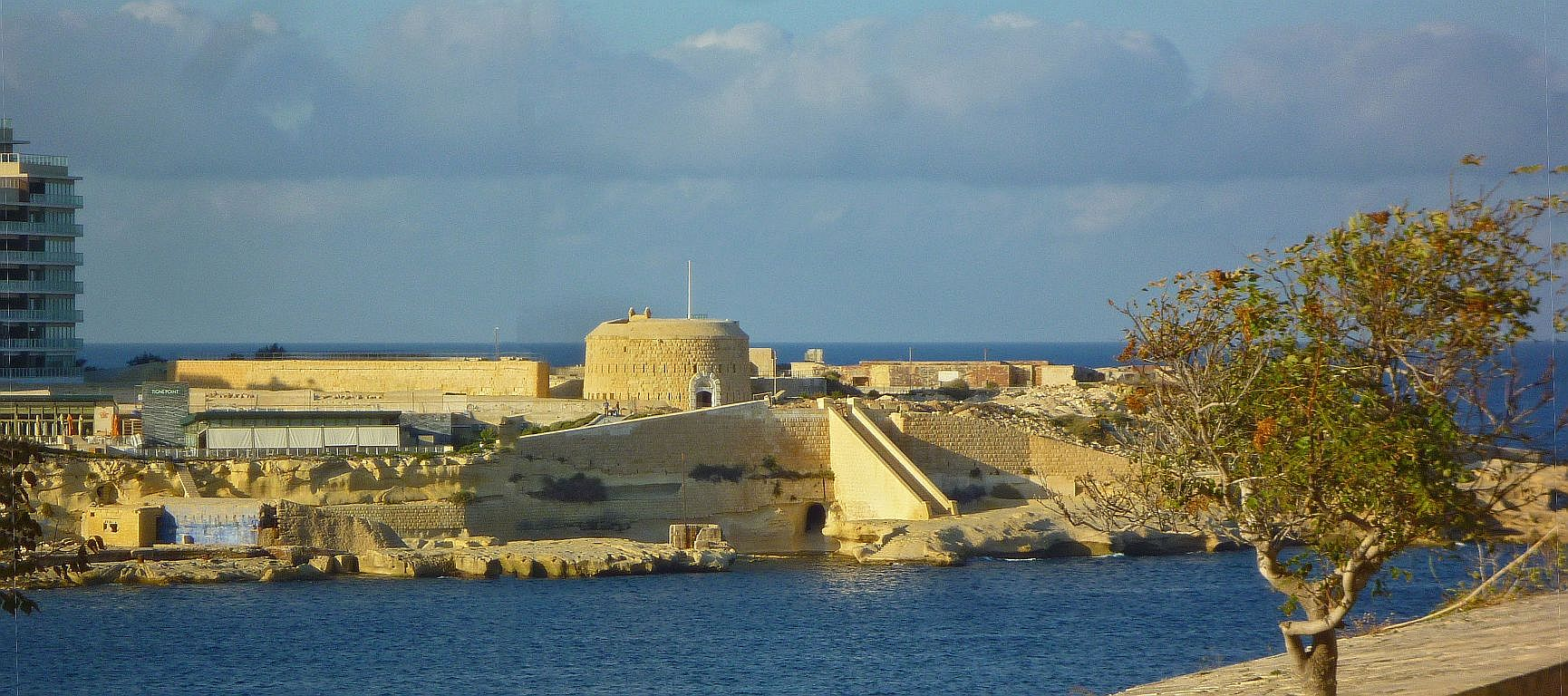
A Tigné-erőd Valletta felől

A lovagkori erődök közül utolsóként, 1792-ben kezdődött az építése Emmanuel de Rohan-Polduc nagymester utasítására, Stefano de Toussard tervei alapján. Feladata a Marsamxett bejáratának őrzése a Sant'Elmo-erőddel együtt. Ezen a helyen halt meg Turgut reisz, a lovagok ádáz ellensége, miután ágyúival innen lőtte a Sant' Elmo falait. A franciák elleni felkelés kitörése után az egyik első erőd volt, amely a felkelők kezébe került. Ettől kezdve egészen 1979-ig brit csapatok állomásoztak benne. A jelenleg Sliema városához tartozó erőd a 21. század elejére nagyrészt elpusztult, a felújítási munkák csak néhány éve kezdődtek el.

## Építészeik
- Antonio Ferramolino: Bergamo szülötte, a Sant'Angelo-erőd tervezője (1535–1541)
- Pietro Prato: itáliai, a Sant'Elmo tervezője (1552)
- Francesco Laparelli: itáliai, Valletta tervezője (1566–1570)
- Ġlormu Cassar: máltai építész, Valletta kivitelezője és számos épület tervezője (1570-től)
- Pietro Paolo Floriani: itáliai, a róla elnevezett Floriana tervezője (1634-től)
- Francesco Firenzuola: az itáliai Firenzuolából származó domonkos pap, építész, a Santa Margherita-vonalak tervezője (1638-tól)
- Antonio Maurizio Valperga: a torinói építész volt a Cottonera-vonalak és a Ricasoli-erőd tervezője (1670-től)
- Carlos Grunenbergh: flandriai építész, a Carafa-bástya és a Sant'Angelo egy részének tervezője (1687–1690)
- Charles François de Mondion: francia építész, a Santa Margherita-vonalak és Birgu szárazföldi falainak tervezője és kivitelezője (1715–1733)
- Renè Jacob de Tigné: francia, a Manoel-erőd tervezője (1723-tól)
- François Renè de Tigné: francia, a Ricasoli-erőd egyik építője (1762–1788)
- Stefano de Toussard: a Tigné-erőd tervezője (1792-től)